# Kagarasu, Sagar
Kagarasu là một làng thuộc tehsil Sagar, huyện Shimoga, bang Karnataka, Ấn Độ.